# Citrinophila unipunctata
Citrinophila unipunctata är en fjärilsart som beskrevs av Bethune-Baker 1908. Citrinophila unipunctata ingår i släktet Citrinophila och familjen juvelvingar. IUCN kategoriserar arten globalt som livskraftig. Inga underarter finns listade i Catalogue of Life.